# 滨海卡约
滨海卡约（法語：Cayeux-sur-Mer，法語發音：[kajø syʁ mɛʁ]）是法国上法蘭西大區索姆省的一个市镇，属于阿布维尔区。

## 地理
滨海卡约（50°10'51"N, 1°29'41"E）面积26.29 平方千米，位于法国上法蘭西大區索姆省，该省份为法国北部沿海省份，北起加来海峡省和北部省，西接滨海塞纳省和大西洋英吉利海峡，南至瓦兹省，东临埃纳省。
与滨海卡约接壤的市镇（或旧市镇、城区）包括：瓦尼亚吕、布吕泰勒、朗谢尔。

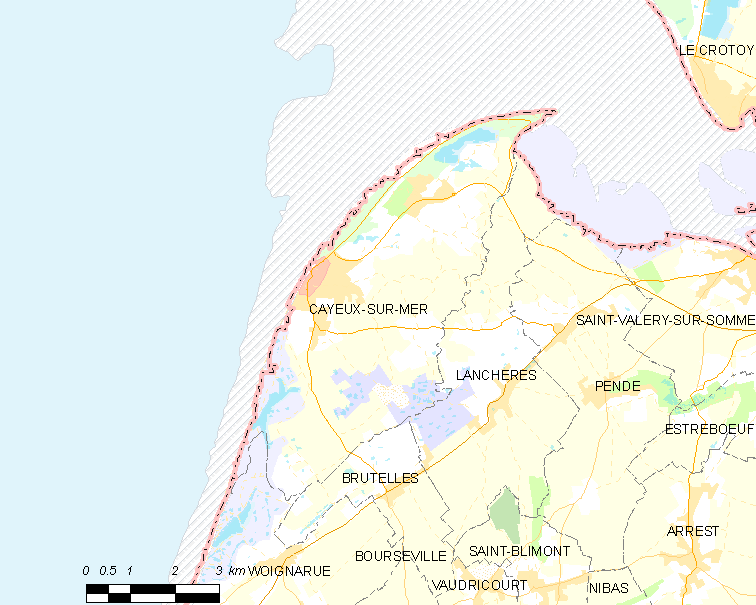
滨海卡约的OSM定位图

滨海卡约的时区为UTC+01:00、UTC+02:00（夏令时）。

## 行政
滨海卡约的邮政编码为80410，INSEE市镇编码为80182。

## 政治
滨海卡约所属的省级选区为弗里维尔-埃斯卡博坦县。

## 人口

1962-2008年间滨海卡约人口变化图示

滨海卡约于2022年1月1日时的人口数量为2344人。